# Meg Wyllie
Pour les articles homonymes, voir Wyllie.
Margaret Gillespie « Meg » Wyllie est une actrice américaine, née le 15 février 1917 à Honolulu (Hawaï ; alors en Territoire d'Hawaï), morte le 1er janvier 2002 à Glendale (Californie).

## Biographie
Au théâtre, Meg Wyllie joue une fois à Broadway (New York) en 1957, dans la pièce The First Gentleman de Norman Ginsbury (avec Isobel Elsom et Walter Slezak).
Au cinéma, elle contribue à douze films américains disséminés entre 1961 et 1989, dont Pas de printemps pour Marnie d'Alfred Hitchcock (1964, avec Tippi Hedren et Sean Connery), Viol et Châtiment de Lamont Johnson (1976, avec Margaux et Mariel Hemingway) et Dragnet de Tom Mankiewicz (1987, avec Dan Aykroyd et Tom Hanks).
À la télévision, Meg Wyllie apparaît dans quatre-vingt-dix-sept séries à partir de 1952, dont Les Incorruptibles (deux épisodes, 1959-1962), Cannon (deux épisodes, 1973) et Les Craquantes (quatre épisodes, 1987-1991).
Sa dernière série est Dingue de toi, où elle interprète la tante Lolly Stemple dans quatre épisodes, diffusés en 1994-1995.
Elle participe également à neuf téléfilms (1972-1981), dont Le Roman d'Elvis de John Carpenter (1979, avec Kurt Russell dans le rôle-titre et Shelley Winters).

## Théâtre à Broadway (intégrale)
- 1957 : The First Gentleman de Norman Ginsbury, mise en scène de Tyrone Guthrie : la princesse Augusta

## Filmographie partielle

### Cinéma
- 1962 : La Belle et la Bête (Beauty and the Beast) d'Edward L. Cahn : la femme
- 1964 : Pas de printemps pour Marnie (Marnie) d'Alfred Hitchcock : Mme Turpin
- 1971 : Point limite zéro (Vanishing Point) de Richard C. Sarafian : une messagère de la police
- 1976 : Viol et Châtiment (Lipstick) de Lamont Johnson : Sœur Margaret
- 1984 : Starfighter (The Last Starfighter) de Nick Castle : la grand-mère Gordon
- 1986 : Rien en commun (Nothing in Common) de Garry Marshall : la grand-mère
- 1987 : Dragnet de Tom Mankiewicz : Mme Gannon

### Télévision
Séries
- 1959-1960 : Peter Gunn
  - Saison 1, épisode 32 The Family Affair (1959) de Lamont Johnson : Mlle Kelvin
  - Saison 2, épisode 28 Slight Touch of Homicide (1960) de Lamont Johnson : la servante
- 1959-1962 : Les Incorruptibles (The Untouchables)
  - Saison 1, épisode 8 Le Roi de l'artichaut (The Artichoke King, 1959) : Mme Terranova
  - Saison 4, épisode 7 L'Histoire d'Eddie O'Gara (The Eddie O'Gara Story, 1962) de Robert Butler : Mary O'Gara
- 1959-1962 : Les Aventuriers du Far West (Death Valley Days)
  - Saison 8, épisode 7 Indian Family (1959) : Mme Easton
  - Saison 10, épisode 20 A Matter of Honor (1962) de James Goldstone : Mme Warner
  - Saison 11, épisode 9 Davy's Friend (1962) de Tay Garnett : Mme McAllister
- 1959-1965 : La Grande Caravane (Wagon Train)
  - Saison 3, épisode 5 The Elizabeth McQueeny Story (1959) et épisode 20 The Rickie and Laurie Bell Story (1960) : Mme Blower
  - Saison 6, épisode 5 The John Augustus Story (1962 - Matilda) et épisode 29 Heather and Hamish (1963 - Sara MacIntosh)
  - Saison 8, épisode 22 The Betsy Blee Smith Story (1965) : Sylvia Blee
- 1960 : 77 Sunset Strip
  - Saison 3, épisode 10 The Duncan Shrine : Rose Durkee
- 1960 : La Quatrième Dimension (The Twilight Zone)
  - Saison 2, épisode 11 La Nuit de Noël (The Night of the Meek) de Jack Smight : Sœur Florence
- 1961 : Le Gant de velours (The New Breed)
  - Saison unique, épisode 4 To None a Deadly Drug : Mme Duke
- 1961-1962 : Le Jeune Docteur Kildare (Dr. Kildare)
  - Saison 1, épisode 13 Season to Be Jolly (1961 - Mme Kelly) d'Elliot Silverstein et épisode 23 The Witch Doctor (1962 - Mme Taylor) de Lamont Johnson
- 1962-1966 : Perry Mason, première série
  - Saison 6, épisode 8 The Case of the Stand-In Sister (1962) : Mme Margaret Stone
  - Saison 7, épisode 1 The Case of the Nebulous Nephew (1963) : Nineveh Stone
  - Saison 8, épisode 14 The Case of the Ruinous Road (1964) de Jesse Hibbs : Marguerite Keith
  - Saison 9, épisode 15 The Case of the Bogus Buccaneer (1966) : Mme Webb
- 1963-1964 : Les Voyages de Jaimie McPheeters (The Travels of Jaimie McPheeters)
  - Saison unique, 18 épisodes : Mme Kissel
- 1963-1970 : Le Virginien (The Virginian – Saison 9 : The Men of Shiloh)
  - Saison 1, épisode 18 Say Goodbye to All That (1963) de William Witney : Sarah Beldon
  - Saison 9, épisode 10 Experiment at New Life (1970) de Jeannot Szwarc : Mary
- 1964 : Des agents très spéciaux (The Man from U.N.C.L.E.)
  - Saison 1, épisode 4 The Shark Affair de Marc Daniels : la propriétaire
- 1965 : Monsieur Ed, le cheval qui parle (Mister Ed)
  - Saison 5, épisode 22 Whiskers and Tails d'Arthur Lubin : Mme Weaver
- 1965 : La Famille Addams (The Addams Family)
  - Saison 2, épisode 6 Le Problème du cousin (Cousin Itt's Problem) de Sidney Lanfield : Mme Dragwater
- 1965 : Le Fugitif (The Fugitive)
  - Saison 3, épisode 7 All the Scared Rabbits de Robert Butler : Mme White
- 1966 : Star Trek
  - Saison 1, épisode 11 et 12 La Ménagerie : La Gardienne
- 1966 : Lassie
  - Saison 12, épisode 22 The Homesick Hound : la tante Sam Whitfield
- 1966 : Match contre la vie (Run for Your Life)
  - Saison 2, épisode 12 Hang Down Your Head and Laugh de Michael Ritchie : la voyageuse
- 1966-1971 : Sur la piste du crime (The F.B.I.)
  - Saison 2, épisode 4 The Cave-In (1966) de Paul Wendkos : Arna Rule
  - Saison 6, épisode 25 The Natural (1971) de Virgil W. Vogel : Mme Blaik
- 1967 : Batman
  - Saison 2, épisode 55 La veuve noire frappe encore (Black Widow Strikes Again) d'Oscar Rudolph : la grand-mère
- 1967 : Cimarron
  - Saison unique, épisode 7 Whitey d'Herschel Daugherty : Mlle Becker
- 1968 : Opération vol (It Takes a Thief)
  - Saison 1, épisode 8 Vacances de millionnaires (A Spot of Trouble) d'Herschel Daugherty : la vieille dame
- 1969 : Ma sorcière bien-aimée (Bewitched)
  - Saison 5, épisode 17 « Duvet » la poupée (One Touch of Midas) : Mlle Dobrin
- 1971 : Opération danger (Alias Smith and Jones)
  - Saison 1, épisode 11 The Root of It All de Barry Shear : Prudence Palmer
- 1973 : Gunsmoke ou Police des plaines (Gunsmoke ou Marshal Dillon)
  - Saison 18, épisode 17 Shadler d'Arnold Laven : Mme Evans
- 1973 : La Famille des collines (The Waltons)
  - Saison 2, épisode 6 The Chicken Thief de Ralph Senensky : Mme Potter
- 1973 : Cannon
  - Saison 2, épisode 17 La Cible mouvante (Moving Target) de Lawrence Dobkin : une employée de l'atelier photographique
  - Saison 3, épisode 15 Détournement aérien (A Well Remembered Terror) de Seymour Robbie : une employée de la librairie
- 1974 : Police Story
  - Saison 1, épisode 17 The Hunters de Richard Benedict : la vieille dame
- 1974 : Barnaby Jones
  - Saison 2, épisode 21 Dark Legacy de Gene Nelson : la gouvernante
- 1974 : L'Homme de fer (Ironside)
  - Saison 8, épisode 7 The Lost Cotillion d'Alvin Ganzer : Mlle Westcott
- 1974 : Sergent Anderson (Police Story)
  - Saison 1, épisode 9 Les Fleurs du diable (Flowers of Evil) d'Alexander Singer : Kathleen
- 1975 : Kojak, première série
  - Saison 3, épisode 5 Prières inutiles (Be Careful What You Pray For) de Russ Mayberry : Sœur Agnès
- 1977 : Drôles de dames (Charlie's Angels)
  - Saison 1, épisode 22 Ces dames à la mer (Angels at Sea) d'Allen Baron : Mme Gow
- 1977 : La croisière s'amuse (The Love Boat)
  - Saison 1, épisode 10 Une drôle de cuisine (Dear Beverly/The Strike/Special Delivery) d'Allen Baron : la première sœur
- 1979 : Huit, ça suffit ! (Eight Is Enough)
  - Saison 4, épisode 6 Chaussure à son pied (Big Shoes, Little Feet) : Mlle Krutch
- 1982 : Quincy (Quincy, M.E.)
  - Saison 7, épisode 15 To Clear the Air : Cleo Erdman
- 1983 : Les oiseaux se cachent pour mourir (The Thorn Birds), mini-série, 1re partie : Annie
- 1986 : Star Trek
  - Saison 1, épisode pilote no 1 La Cage (The Cage) de Robert Butler : la gardienne
- 1986 : Les Routes du paradis (Highway to Heaven)
  - Saison 2, épisode 18 Les Blessures (To Bind the Wounds) de Michael Landon : Mlle Foley
- 1986 : Drôle de vie (The Facts of Life)
  - Saison 8, épisode 9 Fast Food : Mme Webster
- 1987 : Sacrée Famille (Family Ties)
  - Saison 5, épisode 23 A, My Name Is Alex : Mme Leahy
- 1987 : Madame est servie (Who's the Boss?)
  - Saison 4, épisode 12 Le Sous-marin vert (Yellow Submarine) : Betty
- 1987-1991 : Les Craquantes (The Golden Girls)
  - Saison 3, épisode 5 Phobie ou pas phobique (Nothing to Fear, But Fear Itself, 1987 - l'hôtesse de l'air) et épisode 14 Mère et Fille (Blanche's Little Girl, 1988 - Edna)
  - Saison 6, épisode 7 Dorothée se marie, 2e partie (There Goes the Bride, Part II, 1991) : Myra
  - Saison 7, épisode 6 Mother Load (1991) : Millicent Kennedy
- 1989-1990 : Femmes d'affaires et Dames de cœur (Designing Women)
  - Saison 3, épisode 8 The Wilderness Experience (1989) : Dorothy
  - Saison 5, épisode 7 Old Rebels and Young Models (1990) : Mlle Eulalie Crown
- 1991 : La Voix du silence (Reasonable Doubt)
  - Saison 1, épisode 12 Dicky a le blues (Dicky's Got the Blues) : Mme Moriarty
- 1993 : La Vie de famille (Family Matters)
  - Saison 5, épisode 11 Un Noël dans le train (Christmas Is Where the Heart Is)
- 1994-1995 : Dingue de toi (Mad About You)
  - Saison 3, épisode 8 Action de graisse (Giblets for Murray, 1994) de David Steinberg, épisode 14 Le Beau Mariage, 2e partie (Mad About You, Part II, 1995) de David Steinberg, épisode 16 Un ananas juteux (The Alan Brady Show, 1995) de Gordon Hunt et épisode 21 Jour maudit (Cake Fear, 1995) de Michael Lembeck : la tante Lolly Stemple

Téléfilms
- 1972 : Movin' On d'E. W. Swackhamer : Mme Lake
- 1974 : The Tribe de Richard A. Colla : Hertha
- 1975 : Babe de Buzz Kulik : Sœur Tarsisis
- 1977 : Bunco d'Alexander Singer : Mme Patterson
- 1979 : Le Roman d'Elvis (Elvis) de John Carpenter : la grand-mère
- 1980 : Rage! de William A. Graham : la mère de Cal
- 1981 : Goldie and the Boxer Go to Hollywood de David Miller : Glenda